# Pânico (programa de rádio)
Pânico é um programa de rádio transmitido pela Jovem Pan FM desde 1993. Tem como característica o tom humorístico escrachado, no qual as principais gags são exploradas a partir de seus integrantes, convidados e ouvintes. Contou ainda com versões televisivas, transmitidas pela RedeTV! de 2003 a 2011, chamada Pânico na TV, e de 2012 a 2017 pela Band, chamada Pânico na Band. Com uma audiência estimada em dezessete milhões de ouvintes, o programa é transmitido de segunda a sexta-feira, das 12h às 14h. O programa também é disponibilizado em formato em podcast e no canal Pânico Jovem Pan no YouTube. Desde meados de 2014, o programa ganhou um forte tom político, promovendo entrevistas com personalidades políticas e debates e sendo uma das vozes da direita liberal jovem e do anti-politicamente correto na atualidade. Após cerca de quatro anos longe das telas, o Pânico voltou a ser exibido no canal TV Jovem Pan News, sendo exibido de segunda a sexta-feira às 23h como reapresentação do programa transmitido ao vivo pelo rádio no tradicional horário das 12h.

## A história doPânico

### O início
O Pânico começou como um programa voltado para o público adolescente, originalmente apresentado por Emílio Surita, Marcelo Batista (o "Cabeça") e Fernando Mello, mais conhecido como Maestro Billy. Porém, muitos dos ouvintes que entravam no ar ao vivo para pedir brindes, como bonés, camisetas e ingressos, passaram a ser xingados pelos apresentadores, o que tornou o programa mais divertido e atraiu a atenção de seus produtores, que o transformaram até chegar no formato conhecido hoje.
Emilio ficava no estúdio da rádio enquanto Marcelo Batista e Billy transmitiam da Avenida Paulista, em São Paulo (e por isso o nome do programa, uma brincadeira com o trânsito caótico de São Paulo e o nome da rádio, Jovem Pan), geralmente fantasiados de personagens conhecidos, como Batman, Robin, Homem-Aranha, etc, entrevistando transeuntes. Após seis meses, surgiu o personagem Piru (Ricardo Zanella), que respondia cartas de ouvintes no quadro Pergunte ao Piru, logo em seguida substituído por Marcos Chiesa, o Bola, no quadro Pergunte ao Bola. À dupla Emilio e Bola uniram-se o então radialista Flávio Machado, que representava o personagem Samanta, e Waguinho, que interpretava o personagem Teobaldo. Naquela época, o programa Pânico consistia simplesmente no atendimento telefônico dos ouvintes, que ligavam para fazer perguntas aos membros do programa ou simplesmente para participar e deixar recados. Entrevistas eram muito raras e os locutores faziam perguntas para serem respondidas no ar. Por vezes promoções foram lançadas, como as "Olimpíadas do Pânico".

### A primeira mulher noPânicoe o Portuga

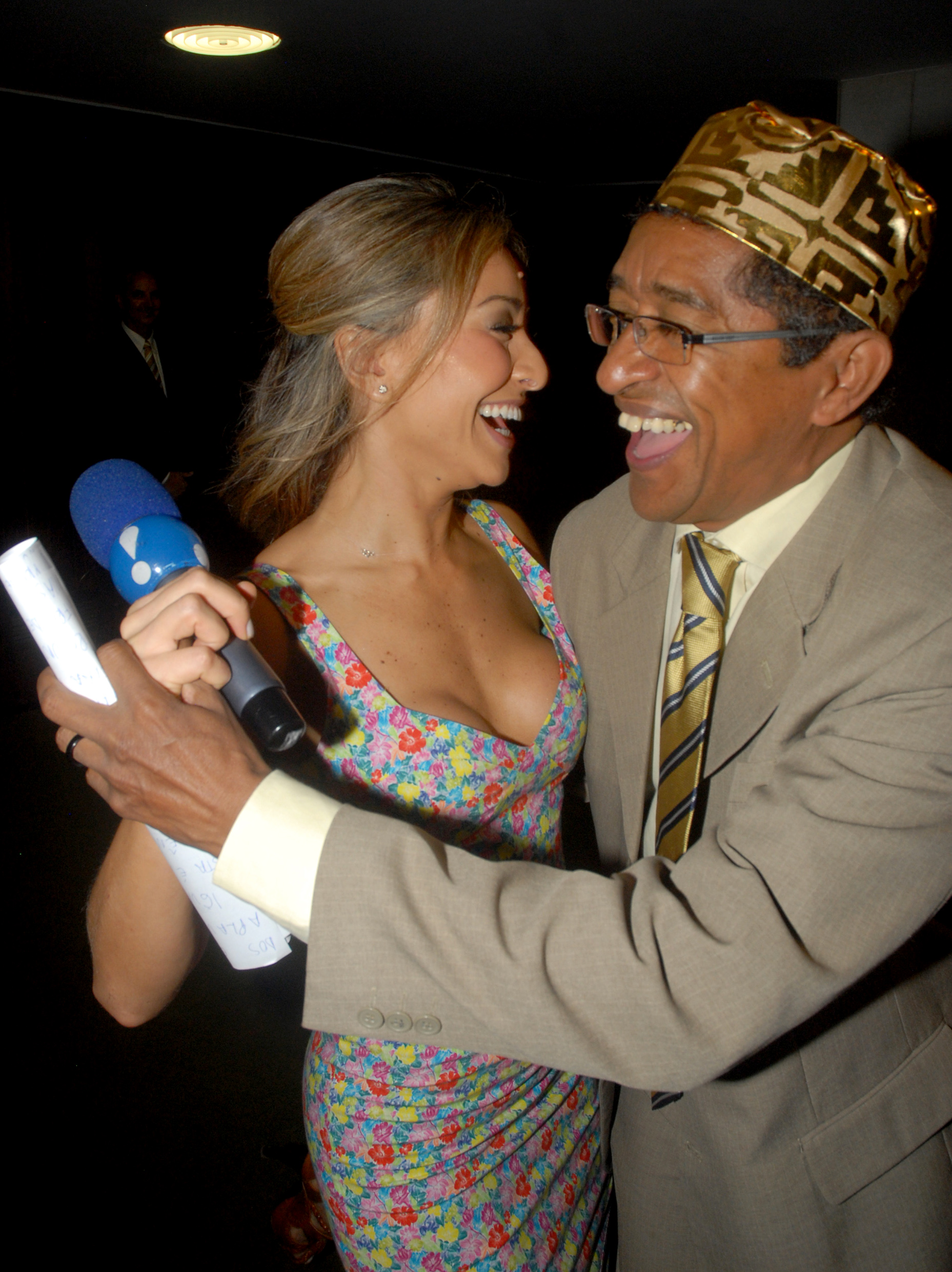
Sabrina Sato e o deputado federal Vicentinho em 2008

Após a saída do Maestro Billy, Teobaldo e Samanta, uma nova dupla de personagens entrou no Pânico: Paty Lane (Lismara de Oliveira), uma "patricinha", filhinha de papai e primeira mulher do programa, e o Portuga, supostamente um radialista português em estágio na rádio brasileira. Ambos se tornaram muito populares e por muitos dias as perguntas da audiência se concentraram nos dois personagens, principalmente Paty Lane, que era constantemente cobrada pelo público pelo seu jeito supostamente esnobe. No programa do dia 2 de julho de 2009, o apresentador Emílio Surita revelou para uma ouvinte que Paty Lane tinha morrido num acidente de ônibus quando viajava de São Paulo para o Paraná. Tal fato é mentira e se deu por conta da saída não amigável da humorista, conforme entrevista dada pela mesma, em entrevista dada ao blogue Baú do Pânico.

### Aparições na TV
O sucesso do Pânico rendeu o papel de jurados no programa Ratinho Livre, na Rede Record. Bola, Japa, Ceará, Mineiro e Paty Lane formavam o time de jurados do programa apresentado aos sábados. Antes disso, o programa 190 Urgente (apresentado por Ratinho na CNT) havia feito uma matéria especial com a trupe. Foi uma das primeiras aparições do pessoal nas telas da TV. Patrícia de Sabrit, em seu extinto programa, também fez uma matéria especial sobre a Turma do Pânico.

### Novos personagens
Conforme os integrantes foram deixando o programa, Emílio, que sempre procurou dar oportunidade a novos talentos, introduziu apresentadores e personagens, como o "Japa" (Marcos Aguena), dono do personagem "Carlos Caramujo", o "Carioca" (Márvio Lúcio) e "Arnóbio" - depois mudado para "Ceará" (Wellington Muniz), dono do personagem "Paulo Jalaska". Antes mesmo da chegada de Márvio, como personagem do Pânico, Marcos Aguena e Wellington Muniz faziam sucesso com o quadro dos palhaços "Carequinha e Chupetão". Aguena também criou o personagem "Pato", que por muito tempo teve espaço fixo no programa.
A ex-modelo e empresária Joana Prado foi integrante do Pânico nos anos de 1999 e 2000.

### Adrag queenNany People
Houve também a participação da drag queen Nany People, que fez parte do programa de março de 2000 até julho de 2001, e que mais tarde tornou-se famosa por trabalhar com a apresentadora Hebe Camargo.

### A primeira musa
O número de convidados famosos crescia na proporção do sucesso do programa, então, após a saída de Nany People em 2001, entrou aquela que seria a primeira musa do Pânico, Mariana Kupfer, e que passou a fazer parte do elenco da atração a partir de maio de 2001. Pela primeira vez, o programa tinha uma mulher bonita no elenco. Todavia, o "reinado" de Mariana durou pouco. Depois que Mariana retornou de um breve afastamento para participar do programa televisivo Casa dos Artistas 2, segundo a opinião de Emílio, teria se tornado uma "chata insuportável", "perfazendo-se" (sic) por fazer parte do programa do SBT e acabou se afastando do programa em abril de 2003. Mas, segundo a própria Mariana, o motivo real foi não suportar o deboche e maus tratos dirigidos a ela por Emílio e Bola, que segundo ela não faziam aquilo em tom de brincadeira, mas sim para humilhá-la de verdade.

### Transmissão pelainternet
Desde o dia 25 de setembro de 2002, o programa é transmitido ao vivo também na internet. Foi a primeira vez na história da internet brasileira em que um programa de rádio era exibido ao vivo pela internet. Na época, a Jovem Pan fez um investimento de 150 mil dólares para a reforma de todo o estúdio da atração radiofônica. Como era uma experiência nova para os humoristas do programa, a rádio contratou o diretor de TV Nilton Travesso para auxiliar o elenco do Pânico a atuar em televisão. Esse foi o primeiro passo da Jovem Pan para depois levar o Pânico para a TV, o que aconteceu a partir de 28 de setembro de 2003 com a estreia do Pânico na TV na RedeTV!.

### Novos membros e a grande musa doPânico
Nos anos de 2002 e 2003, entraram para o programa Vinícius Vieira, no papel de Zé Fofinho, Carlos Alberto da Silva, como o Mendigo, Amanda Ramalho, considerada a crítica do programa, Marcelo Senna, gago por usar um fone com atraso no retorno (delay), e a ex-BBB Sabrina Sato, que foi convidada assídua do programa entre sua saída do reality show e seu ingresso no humorístico. Com essa formação veio o grande salto: seu próprio programa de TV. O sucesso do rádio logo se tornou evidente na versão televisiva, mas em meados de 2005 houve uma baixa. Marcos Aguena saiu da Jovem Pan e também do programa de televisão, aposentando assim seus personagens "Mestre Fyoda" e "Carlos Caramujo, o repórter surdo". Em 2006, Danielle Souza, a Mulher-Samambaia, deixou de ser apenas uma dançarina de palco para participar ativamente do programa.
Em 2007, Wellington Muniz, conhecido como Ceará, deixou a Jovem Pan para dedicar-se exclusivamente ao Pânico na TV. Ainda em 2007, o programa ganhou mais um personagem gay, Christian Pior, interpretado por Evandro Santo, um estilista deslumbrado com o glamour e o mundo da moda. Em 2008, uma renovação no elenco trouxe a entrada de Fábio Rabin, que interpretava o Silveira. No mesmo ano, houve a entrada de Eduardo Sterblitch como César Polvilho e Paulinho Serra como Vovô, no Pânico na Rádio, ambos já trabalhavam no Pânico na TV. Em 2009, muitos integrantes acabaram saindo do programa de TV e da rádio. Esses são: Danielle Souza, que deixou o programa para participar da primeira temporada do reality show A Fazenda, na Rede Record, Fabio Rabin e Paulinho Serra, que se transferiram para a MTV. Neste mesmo ano, o corintiano Zina passou a integrar o elenco do programa.

### Integrantes somente no rádio
Amanda Ramalho era uma assídua ouvinte do programa, conhecida como "Pimentinha" e "Amanda do Capão Redondo" e trabalhava no programa desde 2003. É conhecida por perguntas provocativas aos convidados do programa e por sua falta de senso de humor, o que faz com que seja classificada como depressiva e bipolar. Em 2011 passou a participar do Pânico na TV, tendo quadro próprio. Ela também teve um quadro no TV Vírgula que se chama "Só os Top, só as Vip", que também é transmitido no YouTube. Amanda pediu demissão da Jovem Pan em 24 de outubro de 2018, após quinze anos, devido a polêmicas recentes no programa, principalmente após uma briga durante a participação do cantor Biel, que resultou na saída do mesmo ao vivo.

#### Marcelo Senna
Um rapaz com deficiência intelectual, contratado para o programa Pânico ser mais politicamente correto depois de vários problemas judiciais. No passado, era chamado de "Homem-Hino" pelo fato de saber o hino de diversos clubes de futebol do Brasil. Além disso, é chamado de homossexual ("moça") pelos outros integrantes do programa.

#### Rodrigo Scarpa: de ouvinte a integrante mais conhecido
Rodrigo Scarpa, mais conhecido por "Repórter Vesgo", era em 1994 apenas mais um ouvinte do Pânico, que ligava e participava da programação. Após anos de insistência, conseguiu mostrar seu talento a Emílio Surita e foi um dos integrantes do programa mais conhecidos.

#### Davis Reimberg
Davis ficou conhecido após postar um vídeo no YouTube defendendo Xuxa Meneghel; depois disso, fez participações em alguns quadros do programa Pânico na TV e integrou o elenco do Programa Pânico na rádio Jovem Pan de 2010 até 2015.

#### Marina Mantega
Tornou-se uma das integrantes do programa Pânico em outubro de 2013, quando foi dar uma entrevista na emissora, onde foi divulgar a capa da revista Status. Emilio gostou tanto da integrante que a chamou para fazer parte do elenco ao vivo. Marina é filha do ex-ministro da Fazenda Guido Mantega e também é modelo.

### Saída da TV e politização do conteúdo
O programa de rádio aos poucos foi se transformando e desde meados de 2014 começou a se aproximar de pautas como política e economia, sem perder seu tom humorístico e escrachado. Após o término do programa na TV, integrantes antigos do programa na rádio aos poucos saíram. Bola saiu no começo de 2018 e Carioca saiu no meio do mesmo ano. Emílio Surita é atualmente o único integrante original do programa. Apesar das baixas, em 2018 o programa teve importantes participações durante as eleições, trazendo todos os pré-candidatos à Presidência da República ao programa.
A abordagem política do programa e de seus participantes segue a linha do Grupo Jovem Pan, refletindo o prisma da direita liberal brasileira, repudiando o politicamente correto e abraçando o anti-petismo. Em 2019, André Marinho e Alba Expider, que se destacaram em 2018 fazendo imitações de políticos, entraram para o humorístico, se juntando com Lord Vinheteiro e Rogério Morgado. Assim, o programa voltou a ter uma pegada mais humorística do começo dos anos 2000 no programa, mesmo tentando tratar de temas mais sérios. Isso tem muito a ver com o lançamento do programa na plataforma de streaming Panflix.
A abordagem escrachada do programa é calcada sempre em imitações, bullying e provocações, tendo sido já acusado de machismo e homofobia, em situações que envolveram tanto convidados, como integrantes do programa, tendo sido alvo de processos judiciais.
Em setembro de 2019, Alba Expider se envolveu em uma polêmica com o apresentador da Jovem Pan, Fefito, ao imitá-lo em uma matéria.
Em novembro de 2019, o jornalista Glenn Greenwald foi agredido fisicamente pelo colega de profissão e também funcionário da Jovem Pan Augusto Nunes durante uma edição do programa, quando este foi chamado de "covarde" pelo primeiro, ao fazer comentários sobre os filhos adotivos de Glenn e David Miranda.
Em maio de 2021, o integrante do programa André Marinho e o comentarista político Tomé Abduch trocaram socos durante uma transmissão, após divergências quanto à continuidade do apoio de ambos ao então presidente Jair Bolsonaro.

## O CD doPânico
Pânico, também conhecido como CD do Pânico, é o nome do único álbum musical lançado pela turma do Pânico. O álbum foi lançado em formato CD pela gravadora Paradoxx Music, em 1996
O principal hit do álbum foi a canção "Macacaralho" (e sua versão mais amena, o "Macacaraio"), que levou o grupo a se apresentar no programa Domingo Legal e Programa Livre, ambos do SBT.

### Faixas do CD[42]
1. Macacaralho (paródia de "La Cucaracha") - 3:15
2. Je T'Aime, Moi Non Plus (paródia de uma música de Serge Gainsbourg) - 3:56
3. Ilha Da Uta - 2:53
4. Menina Beethoven - 3:02
5. Rap Do Corno - 3:46
6. Criança Abundança - 2:50
7. E O Meu Tá Murcho (paródia da música "O Pulso", do Titãs) - 3:57
8. Vida De Boston - 2:39
9. Chama O Hugo - 3:08
10. Cucurucucu (Dito Popular) - 3:52
11. Quero Te Fu - 2:12
12. Pulga Na Cueca (paródia da música "Pata Pata", de Miriam Makeba) - 3:43
Bonus Track
13. Macacaraio (versão Papai-Mamāe) - 3:15
14. Cucurucucu - Dito Popular (MC Ninguém - versão Papai-Mamāe) - 3:52
15. Larga Larga (Pega-Pega) - 1:53

## Integrantes

### Atuais
| Nome            | Período           |
| --------------- | ----------------- |
| Emílio Surita   | (1993 - presente) |
| Daniel Zukerman | (2007 - presente) |
| Rogério Morgado | (2017 - presente) |
| Samy Dana       | (2019 - presente) |
| André Alba      | (2019 - presente) |
| Fábio Güeré     | (2023 - presente) |
| Flávio Fuzil    | (2023 - presente) |

### Ex-membros
| Nome                                      | Período                |
| ----------------------------------------- | ---------------------- |
| Amanda Ramalho                            | (2003-2018)            |
| André Damasceno                           | (1996)                 |
| André Marinho                             | (2019-2021)            |
| Carlos Alberto da Silva (Mendigo)         | (1995-2007)            |
| Danielle Souza                            | (2006-2007)            |
| Davis Reimberg                            | (2010-2015)            |
| Eduardo Sterblitch                        | (2008-2010)            |
| Erick Ricarte                             | (2014-2016)            |
| Evandro Santo                             | (2007-2018)            |
| Fábio Rabin                               | (2008-2009; 2016-2017) |
| Fabrício Di Paolo (Lord Vinheteiro)       | (2018-2020)            |
| Fernando Mello (Maestro Billy)            | (1993-1997)            |
| Flávio Machado                            | (1993-1996)            |
| Giovana Fagundes                          | (2018-2019)            |
| Gui Santana                               | (2013-2015)            |
| Igor Guimarães                            | (2017-2019)            |
| Joana Prado                               | (1999-2000)            |
| Lismara de Oliveira (Paty Lane)           | (1996-1997)            |
| Marcelo Batista                           | (1993-1997)            |
| Marco Antônio Costa (Superman)            | (2022)                 |
| Marcos Aguena (Japa)                      | (1997-2004)            |
| Marcos Chiesa (Bola)                      | (1993-2018)            |
| Márvio Lúcio (Carioca)                    | (1996-2018)            |
| Mariana Kupfer                            | (2001-2003)            |
| Marina Mantega                            | (2013-2020)            |
| Nany People                               | (2000-2001)            |
| Patrick Maia                              | (2015)                 |
| Paulinho Serra                            | (2007-2009)            |
| Gilberto Alves Rodrigues Júnior (Portuga) | (1994-1997)            |
| Ricardo Zanella (Piru)                    | (1993)                 |
| Sabrina Sato                              | (2003-2009)            |
| Simone Garuti                             | (1998)                 |
| Vinícius Vieira                           | (2001-2007)            |
| Waguinho (Teobaldo)                       | (1995-1996)            |
| Wellington Muniz (Ceará)                  | (1997-2007)            |